# Cornelis Cornelisz. Clock
Cornelis Cornelisz. Clock ook Cornelis Claesz. Clo(e)ck,  (Leiden, circa 1561 - aldaar, begraven 19 januari 1629) was een Noord-Nederlandse glazenier.

## Biografische aantekeningen
Clock was een zoon van de glasschrijver Cornelis Anthonisz. Hij werd evenals zijn vader glasschilder te Leiden. Hij was leraar van Jan Jansz. van Haarlem, Pieter Jansz. van Middelburg en van Jan van Goyen. Hij maakte in 1601 een door de stad Leiden geschonken gebrandschilderd glas voor de Goudse Sint-Janskerk. Het ontwerp van dit glas, getiteld "Het ontzet van Samaria" was van de hand van de Leidse schilder en burgemeester Isaac Claesz. van Swanenburg. Dit onderwerp - het ontzet van Samaria - stond symbool voor het Leidens Ontzet in 1574. De Goudse glazenier Willem Tomberg zou van dit glas gezegd hebben "Dit ('t welk ik altijd met vermaak aanschouw) is zo schoon in naakten, kleedinge, en landschap, zo schilderachtig en naturel, als'er een in 't rond dezer kerke te vinden is".  Eveneens naar een tekening van Van Swanenburg maakte hij in 1608 een gebrandschilderd glas voor de Nicolaaskerk van Edam. In opdracht van de stad Leiden maakte hij ook voor deze stad meerdere gebrandschilderde glazen, die echter verloren zijn gegaan.
Clock werd op 19 januari 1629 begraven in de Hooglandse Kerk te Leiden.
- Biografisch Portaal: 40288815
- RKD-Nederlands Instituut voor Kunstgeschiedenis: 328901